# Guiar
Guiar ist ein Weiler in der Gemeinde Vegadeo der autonomen Region Asturien in Spanien.

## Geographie
Guiar liegt am Río Ouria, einem Nebenfluss des Rio Eo und hat 17 Einwohner (2020) auf einer Fläche von 5,55 km². Die nächste größere Ortschaft ist Vegadeo, der 9,4 Kilometer entfernte Hauptort der gleichnamigen Gemeinde. Der Weiler gehört zu dem gleichnamigen Parroquia Guiar.

## Klima
Angenehm milde Sommer mit ebenfalls milden, selten strengen Wintern. In den Hochlagen können die Winter durchaus streng werden.

## Sehenswertes
- Kirche Nuestra Señora de Covadonga
- Reserva Natural Parcial de la Ría del Eo (Naturpark)